# اورازیو رانکاتی
اورازیو رانکاتی (انگلیسی: Orazio Rancati؛ زادهٔ ۹ مارس ۱۹۴۰) بازیکن فوتبال اهل ایتالیا است.
از باشگاه‌هایی که در آن بازی کرده‌است می‌توان به باشگاه فوتبال اینتر میلان، باشگاه فوتبال پارما، باشگاه فوتبال تریستیانا، باشگاه فوتبال رجانا، باشگاه فوتبال چزنا، و باشگاه فوتبال جنوآ اشاره کرد.
وی همچنین در تیم ملی فوتبال ایتالیا بازی کرده‌است.